# Oblast de Quérson
Quérson ou Kherson (ucraniano: Херсон) é um oblast (região ucraniana) cuja capital é a cidade de Quérson. Foi criado em 30 de março de 1944. Atualmente, é um dos territórios temporariamente ocupados da Ucrânia.

## História

### Referendo pela independência da Ucrânia
Durante o referendo de 1991, 90,13% dos votos no Oblast foram a favor da independência da Ucrânia.

### Invasão russa da ucrânia em 2022
Em 24 de fevereiro de 2022, a Rússia lançou uma ofensiva contra a Ucrânia pelas fronteiras entre os dois países e através da Bielorrússia. Nesse começo da invasão, a batalha pela capital Quérson durou seis dias, período em que foram registrados intensos combates que se estenderam desde a Ponte de Antonovskiy até a total captura da cidade e da maior parte do oblast.

## Demografia
Censo nacional ucraniano (2001):
- Ucranianos – 82,0%
- Russos – 14,1%
- Bielorrussos – 0,7%
- Turcos – 0,5%
- Outros – 2,2%

### Idade média
Total: 39,5 anos
Homens: 36,2 anos
Mulheres: 42,7 anos  (2013 oficial)